# Liste des maires de Languidic
La liste des maires de Languidic présente une liste des maires de la commune de Languidic située dans le département du Morbihan en région Bretagne.

## Liste des maires
| Période        | Période                      | Identité                  | Étiquette             | Qualité |
| -------------- | ---------------------------- | ------------------------- | --------------------- | --- |
| 1790           | 1791                         | Yves Le Rouzo             |                       | |
| 1791           | 1793                         | Louis Le Gal              |                       | |
| 1793           | 1795                         | Mathieu Le Serrec         |                       | |
| 1795           | 1800                         | Aucun                     |                       | |
| 1800           | 1814                         | Joseph Le Bouedec         |                       | |
| 1814           | 1832                         | Jean Jego                 |                       | |
| 1832           | 1848                         | Thomas du Bouëtiez        |                       | |
| 1848           | 1848                         | Pierre Le Mancq           |                       | |
| 1848           | 1852                         | Vincent Perron            |                       | |
| 1852           | 1869                         | Édouard de Bellecherre    |                       | |
| 1869           | 1879                         | Nicolas Mousset           |                       | |
| 1876           | 1891                         | Joseph Le Creff           |                       | |
| 1891           | 1919                         | Alexandre de Kerret       |                       | |
| 1919           | mai 1953                     | Joseph Guillerme          | URD                   | Cultivateur |
| mai 1953       | janvier 1956 (décès)         | Louis Nicol (1919-1956)   |                       | Cultivateur |
| février 1956   | février 1977 (décès)         | Lucien Bigoin (1914-1977) | UNR                   | Garagiste, ancien coureur cycliste Premier adjoint (1953 → 1956)                                                         |
| mars 1977      | avril 1985 (décès)           | Jo Huitel (1941-1985)     | DVD                   | Gérant d'une entreprise de construction Adjoint (1971 → 1977), vice-président du syndicat intercommunal du Blavet        |
| mai 1985       | mars 2014                    | Maurice Olliéro           | RPR puis UMP puis DVD | Instituteur puis retraité Adjoint (1977 → 1985), vice-président de Cap l'Orient puis Lorient Agglomération (2000 → 2014) |
| 28 mars 2014   | 3 juillet 2020               | Patricia Kerjouan         | DVD                   | Cadre de santé retraité Adjointe (2001 → 2014), 8e vice-président de Lorient Agglomération (2014 → 2020)                 |
| 3 juillet 2020 | En cours (au 4 juillet 2020) | Laurent Duval             | DVD                   | Cadre de la fonction publique 15e vice-président de Lorient Agglomération                                                |

## Pour approfondir